# Dorycera grandis
Dorycera grandis är en tvåvingeart som först beskrevs av Camillo Rondani 1869.  Dorycera grandis ingår i släktet Dorycera och familjen fläckflugor. Inga underarter finns listade i Catalogue of Life.